# روابط اتحادیه اروپا و لسوتو
روابط اتحادیه اروپا و لسوتو به روابط دوجانبه میان اتحادیه اروپا و لسوتو  اشاره دارد.

## تاریخچه
روابط رسمی بین لسوتو و اتحادیه اروپا از دههٔ ۱۹۷۰ آغاز شد و در چارچوب موافقت‌نامه‌های لومه و بعدتر موافقت‌نامه کتنو تقویت شد. این روابط مبتنی بر حمایت اتحادیه اروپا از توسعه اقتصادی و اجتماعی لسوتو بوده است.

## کمک‌های توسعه‌ای
اتحادیه اروپا یکی از اهداکنندگان اصلی کمک‌های توسعه‌ای به لسوتو است. کمک‌ها عمدتاً در حوزه‌های زیر متمرکز هستند:
تأمین آب آشامیدنی و بهداشت عمومی؛
ساخت زیرساخت‌های روستایی؛
مبارزه با ویروس اچ‌آی‌وی و ایدز؛
امنیت غذایی و کشاورزی پایدار.

## کمک‌های مالی
در چارچوب «برنامه ملی نشانگر توسعه اروپا» (NIP)، اتحادیه اروپا کمک‌های مالی قابل توجهی به لسوتو ارائه کرده‌است. این کمک‌ها برای پروژه‌های زیربنایی، سلامت و توانمندسازی اقتصادی استفاده می‌شود. 

## آموزش و فرهنگ
لسوتو همچنین از برنامه‌های آموزشی اتحادیه اروپا مانند اراسموس پلاس بهره می‌برد که امکان تبادل دانشجو، استاد و آموزش مهارت‌ها را فراهم می‌کند.